# Broken Flowers
Broken Flowers is een komische dramafilm uit 2005 onder regie van Jim Jarmusch. De productie won de juryprijs op het Filmfestival van Cannes en werd genomineerd voor onder meer een Europese filmprijs. Hoofdrolspeler Bill Murray kreeg een nominatie voor een Satellite Award.

## Verhaal
Don Johnston heeft een fortuin verdiend met het opzetten van een computerbedrijf en vindt het inmiddels allemaal wel best. Hij loopt dag in, dag uit een beetje rond in zijn trainingspak, drinkt ondertussen wat wijn of champagne en vermaakt zich door thuis in zijn eentje zwart-witte filmklassiekers te kijken. Zijn ongeïnteresseerdheid maakt ook dat de tientallen vriendinnen die hij in zijn leven had, uiteindelijk allemaal bij hem wegliepen. Dat punt is nu ook bereikt voor zijn huidige vriendin Sherry, die niet genoeg het idee krijgt dat hij om haar geeft.
Terwijl Sherry het huis verlaat, wil Johnston haar even nog tegenhouden, maar bedenkt zich dan dat hij het eigenlijk ook wel prima vindt dat ze weggaat. Op hetzelfde moment zit er een roze enveloppe bij zijn post. Iemand schrijft hierin dat ze lang met een geheim heeft rondgelopen dat ze hem nu wil vertellen. De schrijfster schrijft dat ze negentien jaar geleden zwanger van Johnston raakte en een zoon heeft gekregen. De brief is ervoor bedoeld om Johnston te laten weten dat deze zoon nu naar hem op zoek is, zodat hij niet schrikt mocht er straks daadwerkelijk een jongen voor zijn neus staan. Er staat alleen noch onder de brief noch op de enveloppe een afzender vermeld, zodat Johnston geen idee heeft wie zijn kind dan zou hebben gekregen.
Hoewel Johnston de brief achteloos terzijde schuift, is zijn buurman – een vader van vijf kinderen – en beste vriend Winston meteen enthousiast. Hij plant en regelt een gehele route en vervoer daarvoor voor Johnston langs de vriendinnen die hij had in de tijd dat zijn zoon geboren moet zijn. Hoewel deze eigenlijk geen zin heeft, stemt hij er toch mee in om op reis te gaan langs zijn ex-vriendinnen en te proberen meer te weten te komen. Zo ziet hij voor het eerst in twintig jaar Laura, Dora, Carmen, Penny en Michelle terug. Anders dan dat van Johnston zijn hun levens nu totaal anders dan hoe hij zich deze herinnert.

## Rolverdeling
| Acteur               | Personage               |
| -------------------- | ----------------------- |
| Bill Murray          | Don Johnston            |
| Jeffrey Wright       | Winston                 |
| Sharon Stone         | Laura Miller            |
| Frances Conroy       | Dora                    |
| Jessica Lange        | Carmen                  |
| Tilda Swinton        | Penny                   |
| Julie Delpy          | Sherry                  |
| Chloë Sevigny        | Assistente van Carmen   |
| Chris Bauer          | Dan                     |
| Alexis Dziena        | Lolita                  |
| Christopher McDonald | Ron                     |
| Larry Fessenden      | Will                    |
| Pell James           | Sun Green               |
| Heather Simms        | Mona                    |
| Brea Frazier         | Rita                    |
| Suzanne Hevner       | Mevr. Dorston           |
| Mark Webber          | Jongen op het vliegveld |